# Equisetum hyemale
El equiseto de invierno  (Equisetum hyemale) es una especie de arbusto perteneciente a la familia Equisetaceae.

## Distribución
Se encuentra en Norteamérica, Guatemala, Europa y Asia.

## Descripción
Equisetum hyemale tiene tallos articulados verticales como de juncos de color verde oscuro. La tallos  son huecos y miden hasta 90 cm de altura.
Las pequeñas hojas están unidas alrededor del tallo, formando una banda estrecha o vaina de color negro-verde en cada articulación.
Al igual que otros helechos y sus parientes, la planta no produce flores o semillas. Los tallos son generalmente de hoja caduca en climas fríos, y permanecen durante el invierno en climas más cálidos. Forma densas colonias.

## Usos
Es un arbusto rizomatoso que es muy rico en silicio y fue conocido en la antigüedad por ser utilizado para pulir los metales.
Sus características y propiedades son las mismas que las de Equisetum arvense.
La cola de caballo, sola o combinada con una o varias plantas, es empleada en enfermedades renales y de las vías urinarias. En Puebla (México) se prescribe la cocción de la planta sola, mientras que en el estado de Hidalgo(México) ésta se prepara acompañada con flor de peña (Selaginella lepidophylla), cabellos de elote (Zea mays), retama (Flaveria trinervia), frutos y hojas de manzanita (Arctostaphylos pungens), y se toma como agua de uso.  
Por otra parte, el cocimiento de toda la planta también es útil para tratar padecimientos del aparato digestivo como gastritis, úlceras, vómito, dolor e inflamación de estómago. Inclusive se bebe cuando hay flujo hemorroidal, o contra el cansancio.  
Química
En las partes aéreas de Equisetum hyemale se han identificado los carotenoides alfa y beta caroteno, luteína su epóxido, licofíl, violaxantín y zeaxantina, los flavonoides triglucopiranósidos de herbacetín y camferol, y los alcaloides nicotina y palustrina.

## Taxonomía
Equisetum hyemale fue descrita por Carlos Linneo y publicado en Species Plantarum 2: 1062. 1753.

Etimología
Equisetum: nombre genérico que proviene del latín: equus = (caballo) y seta (cerda).
hyemale: epíteto latíno que significa "del invierno". 

Variedades aceptadas

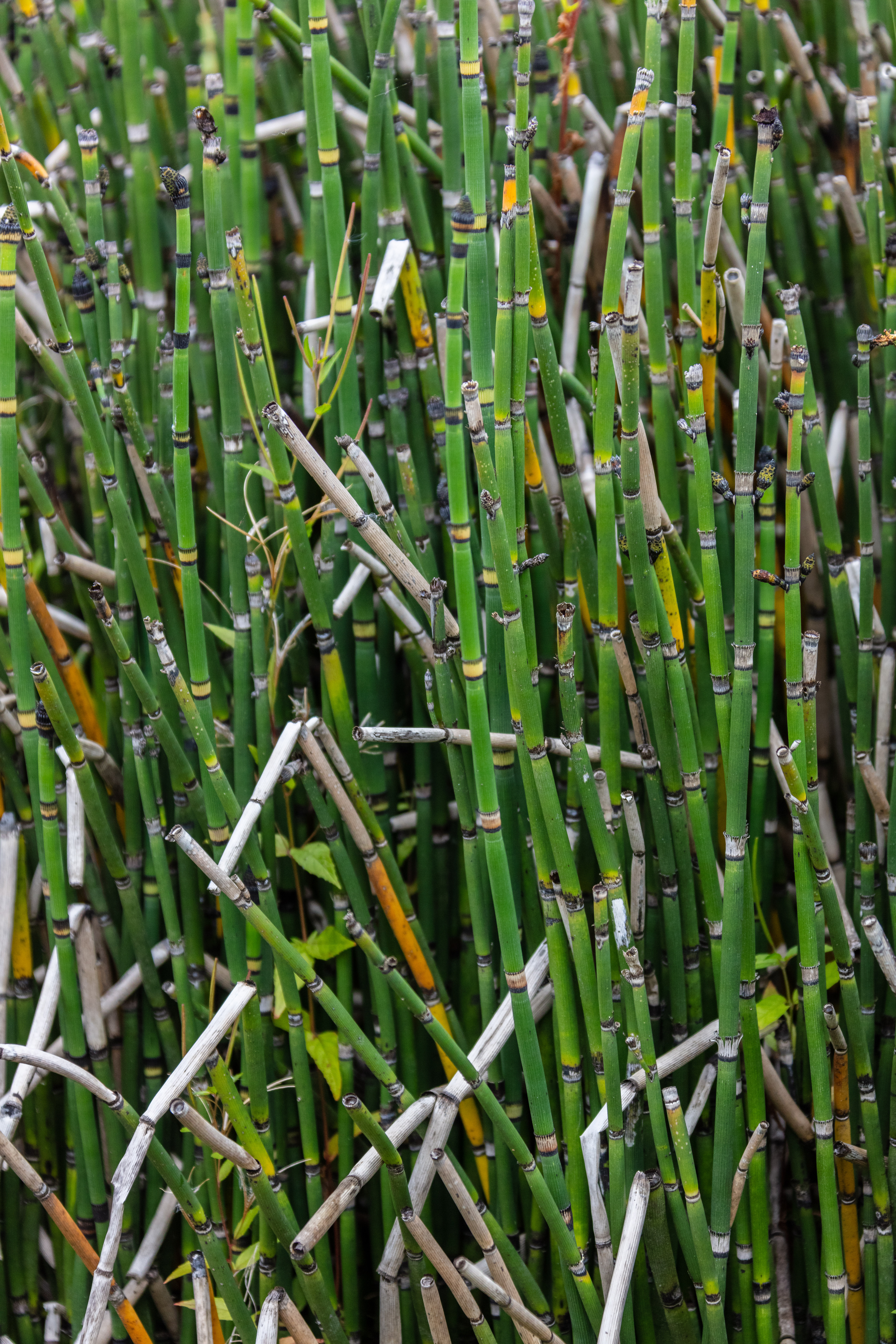
Equisetum hyemale.

- Equisetum hyemale var. affine (Engelm.) A.A. Eaton
- Equisetum hyemale var. elatum (Engelm.) C.V. Morton

Sinónimos
- Equisetum robustum var. affine Engelmann 1844;
- Equisetum hyemale var. affine (Engelmann) A.A. Eaton;
- Equisetum hyemale var. californicum J.Milde;
- Equisetum hyemale var. pseudohyemale (Farwell) C.V. Morton;
- Equisetum hyemale var. robustum (A.Braun) A.A. Eaton;

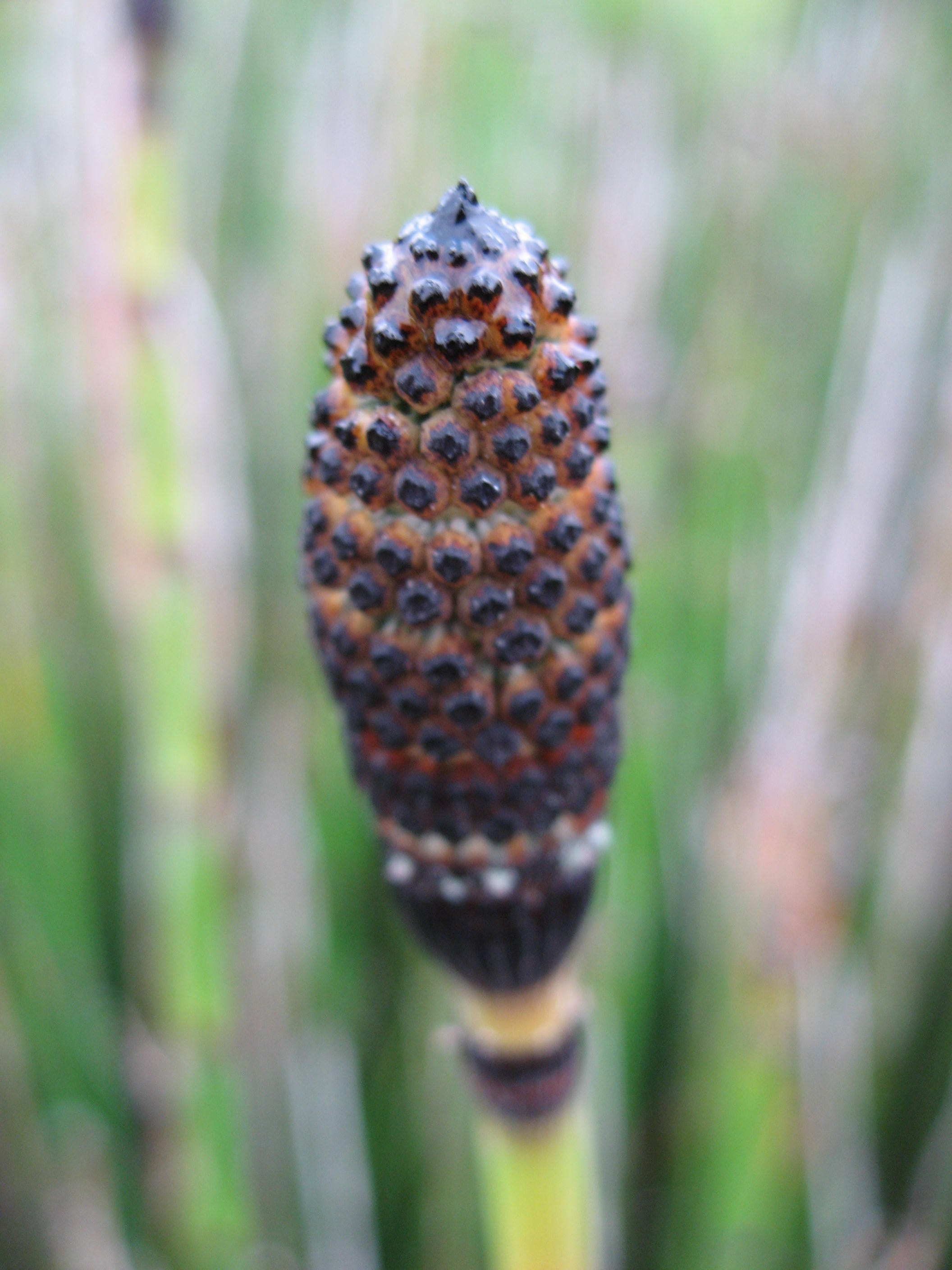
Detalle de estróbilo.

- Equisetum prealtum Rafinesque[6]
- Hippochaete hyemalis (L.) Farw.[7]

## Denominación popular
- Cola de caballo, rabo de caballo, rabo de mula, rabo de asno, cepacaballo, carricillo.
- Equiseto mecánico[8]